# Gidget (ep)
Gidget is het debuut-ep van de Amerikaanse punkband Good Riddance. Het werd in 1993 uitgegeven door Little Deputy Records, een klein platenlabel uit Texas. De ep is vernoemd naar Gidget, een personage verzonnen door de auteur Frederick Kohner. Volgens zanger Russ Rankin was deze ep eigenlijk het eerste demoalbum van Good Riddance. Little Deputy nam vier nummers van deze demo en maakte er een ep van. Het is het enige album waar bassist Devin Quinn aan heeft meegewerkt. Het album werd alleen als een 7" plaat uitgegeven.

## Nummers
Kant A
1. "Not So Bad" - 2:35
2. "Last Believer" - 3:07

Kant B
1. "Just for Today" - 1:49
2. "Patriarch" - 3:40

## Band
- Russ Rankin - zang
- Luke Pabich - gitaar
- Devin Quinn - basgitaar
- Rich McDermott - drums